# 모두의 거짓말
《모두의 거짓말》은 2019년 10월 12일부터 2019년 12월 1일 방영중인 OCN 오리지널 시리즈 토일드라마이다. 주원규의 장편소설 《반인륜적 선언 - 증오하는 인간》을 원작으로 하고있다.

## 등장 인물

### 주요 인물
- 이민기 : 조태식 역 - 서울지방경찰청 광수대 경위
- 이유영 : 김서희 역 - 4선 국회의원 집안의 막내딸

### 조태식의 주변인물
- 이준혁 : 유대용 역 - 서울지방경찰청 광수대 팀장
- 김시은 : 강진경 역 - 서울지방경찰청 광수대 경사
- 윤종석 : 전호규 역 - ㈜JQ그룹 출신의 서울지방경찰청 광수대 경장

### 김서희의 주변인물
- 김종수 : 김승철 역 - 서희의 아버지. 국회의원
- 송영창 : 홍민국 역 - 자유민주당 당대표
- 조련 : 백인혜 역 - 자유민주당 대변인
- 김학선 : 강만수 역 - 보좌관. 김승철의 학교 후배

### JQ그룹
- 이준혁 : 정상훈 역 - 서희의 남편 (특별출연)
- 온주완 : 진영민 역 - JQ신사업 총괄팀장. 서희의 남편인 상훈과는 친 형제처럼 가깝게 지냈다.
- 서현우 : 인동구 역 - 전략기획팀 실장
- 문창길 : 정영문 역 - JQ그룹 창업주. 상훈의 아버지

### 그 외 인물
- 윤복인 : 양금희 역 - 김서희의 어머니
- 예수정 : 국과수 부검의 역
- 정원형 : 고승원 역 - JQ그룹의 오염으로 아이를 잃은 연우 아빠. 동물병원 수의사. 정상훈 실종사건의 공범
- 김용지 : 최수현 역 - 바른일보 기자
- 박정언 : 조태식의 어린 시절 엄마
- 박병욱
- 엄태옥
- 김성용
- 장세원
- 장지홍
- 이준호
- 안복자
- 손인용
- 홍예지
- 강현정
- 김광태
- 김명중
- 박세훈
- 조승연
- 김하늘
- 최호정
- 김민선
- 임유성
- 문주원
- 유준서
- 박세은
- 박시원
- 이서환 : 최치득 역 - 송주레미콘 사장
- 홍인 : 김필연 역 - 송주레미콘 노조 대표
- 양주아
- 김사훈
- 문용일
- 이일균
- 서광재
- 민경진 : 손두강 역 - 인동구의 아버지. 전 정영문의 운전기사
- 이윤재 : 윤재민 역 - 야당 국회의원
- 손선근
- 이종구
- 권구남 : 형사 역
- 허윤영 : 형사 역
- 신건호 : 형사 역
- 류성현
- 이도현
- 옥주리
- 이우신
- 이종구 : 형사 역
- 민상우 : 기자 역
- 장욱현 : 기자 역
- 박소영 : 사회자 역
- 허민경 : 마을 주민 역
- 권혁성 : 보좌관 역

### 특별출연
- 이호철
- 조현철 : 박성재 역 - 양계 정신병원의 직원. 원장의 조카
- 이우정

## 시청률
최저 시청률과 최고 시청률은 시청률 조사회사와 지역별로 시청률에 차이가 있을 수 있습니다.
| 2019년 | 2019년    | 2019년         | 2019년       |
| 회차   | 방송일자  | AGB 시청률     | AGB 시청률   |
| 회차   | 방송일자  | 대한민국(전국) | 서울(수도권) |
| ------ | --------- | -------------- | ------------ |
| 1화    | 10월 12일 | 1.375%         |              |
| 2화    | 10월 13일 | 2.163%         | 2.547%       |
| 3화    | 10월 19일 | 0.919%         |              |
| 4화    | 10월 20일 | 1.298%         |              |
| 5화    | 10월 26일 | 1.056%         | 1.513%       |
| 6화    | 10월 27일 | 1.470%         | 1.833%       |
| 7화    | 11월 2일  | 0.917%         |              |
| 8화    | 11월 3일  | 1.476%         | 1.760%       |
| 9화    | 11월 9일  | 1.030%         | 1.538%       |
| 10화   | 11월 10일 | 1.606%         | 1.875%       |
| 11화   | 11월 16일 | 1.432%         | 1.981%       |
| 12화   | 11월 17일 | 1.610%         | 2.042%       |
| 13화   | 11월 23일 | 1.087%         | 1.545%       |
| 14화   | 11월 24일 | 1.662%         | 1.795%       |
| 15화   | 11월 30일 | 1.610%         | 2.084%       |
| 16화   | 12월 1일  | 2.016%         | 2.412%       |

## 참고 사항
- 이 화면은 레터박스로 구성되었다.
- 이 드라마는 주원규 작가의 사회고발 소설인 《반인간선언》을 모티브로 하였고, 주원규 작가가 실제로 기획단계에 참여하였다.

## 같이 보기
- 대한민국의 텔레비전 드라마 목록 (ㅁ)
- 2019년 대한민국의 텔레비전 드라마 목록